# Església parroquial del Sagrat Cor de Jesús (Melilla)
L'església del Sagrat Cor és un temple catòlic neoromànic de la ciutat espanyola de Melilla. Està situat en l'eixample modernista, en la plaça de Menéndez Pelayo, i forma part del Conjunt Històric Artístic de la Ciutat de Melilla, un Bé d'Interès Cultural.

## Història
Va ser construïda entre 1900 i 1918 segons el projecte de Fernando Guerrero Strachan, sent inaugurada el 19 de maig de 1918. En 1927 és reparada segons projecte d'Enrique Nieto a causa d'un fort temporal.
En 1988, l'Església del Sagrat Cor queia literalment a trossos. No hi havia ni campanes i el so d'aquestes se simulava per megafonia i altaveus. L'empresari melillés Mohand Moh Mohatar es va oferir a restaurar l'Església, gràcies a la seva gran amistat amb el vicari Santiago Martínez, sacerdot carismàtic al càrrec del qual estava el temple. Mohatar va invertir més d'11 milions de pessetes de 1989, utilitzats a col·locar les campanes, pintar l'Església, renovar la instal·lació elèctrica i la megafonia, reparar i vernissar altars, trons i mobiliari. Encara que el més important, com va destacar el llavors vicari Santiago Martínez, va ser la construcció del Sagrari a l'esquerra de l'Altar Major, i que per al pare Santiago era la pedra angular de la restauració, el punt central de la renovada església.
La reforma de l'església va ser inaugurada el 2 d'abril de 1989.

## Descripció
Està construïda en pedra de la zona i maó massís per als murs i voltes.

### Exterior
La façana principal compta amb una porta en arc de mig punt flanquejada per columnes corínties, sobre la qual se situa un finestral, amb una rosassa, flanquejat per una obertura esquinçada a cada costat, que dóna pas a una torre, que comença en una orla amb un campanar en un arc doble, el de baix, una obertura bíforo, amb una columna al mig, que acaba en un cos composta de 4 cares, cadascuna amb frontó amb una esferes del rellotge amb casilicios sobre el qual se situa un capitell piramidal negre.

### Interior

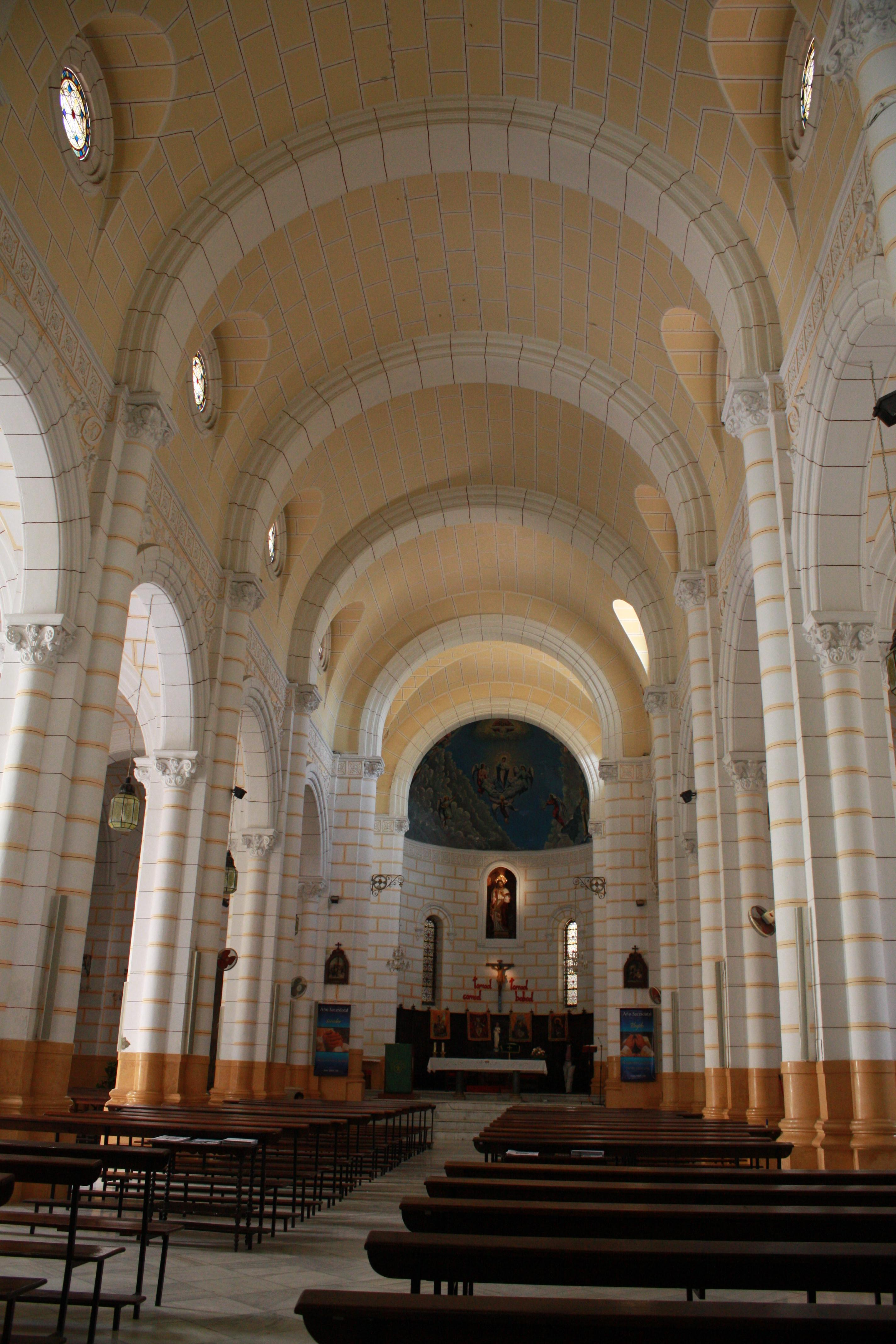
Nau
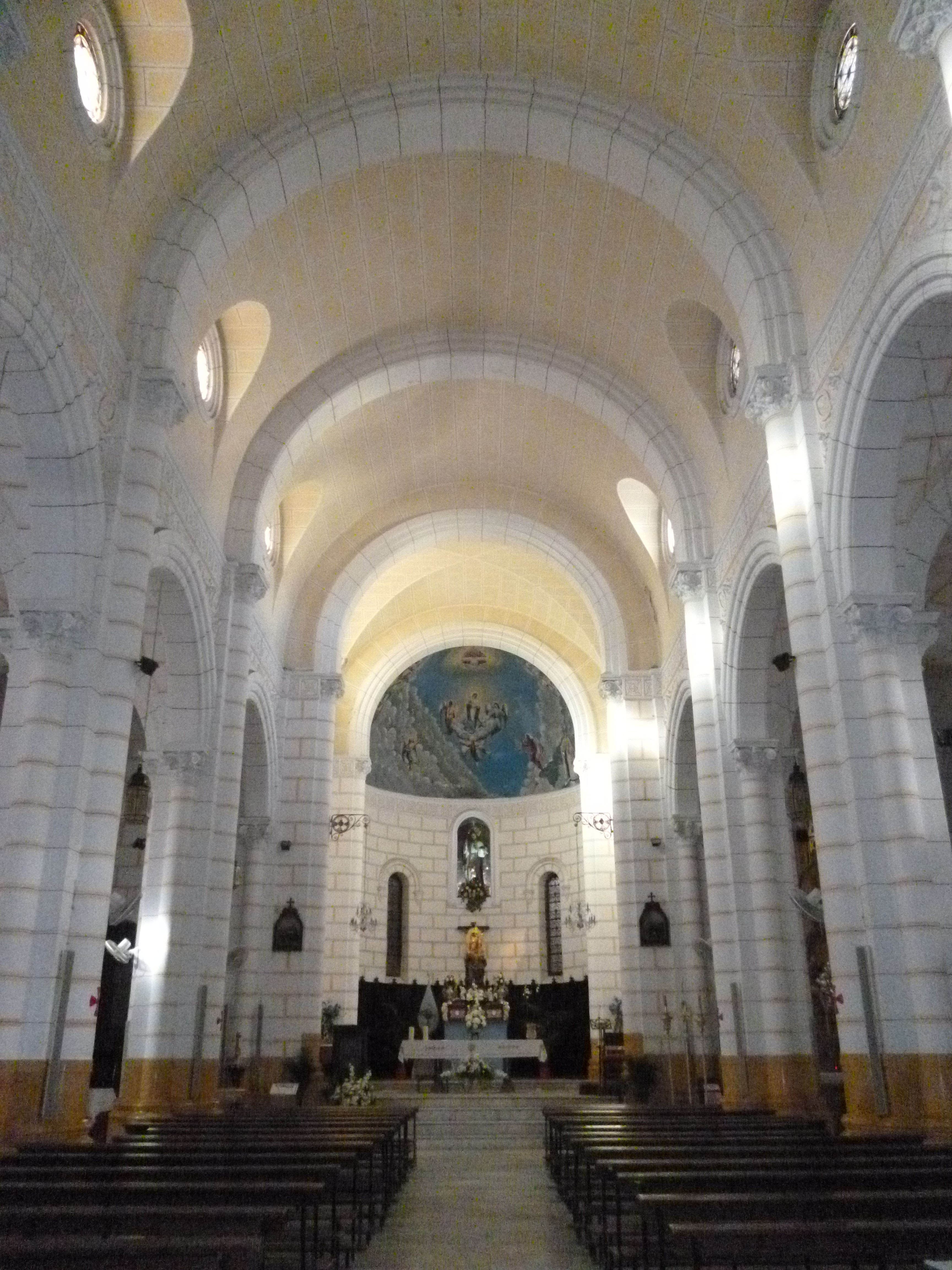
Nau
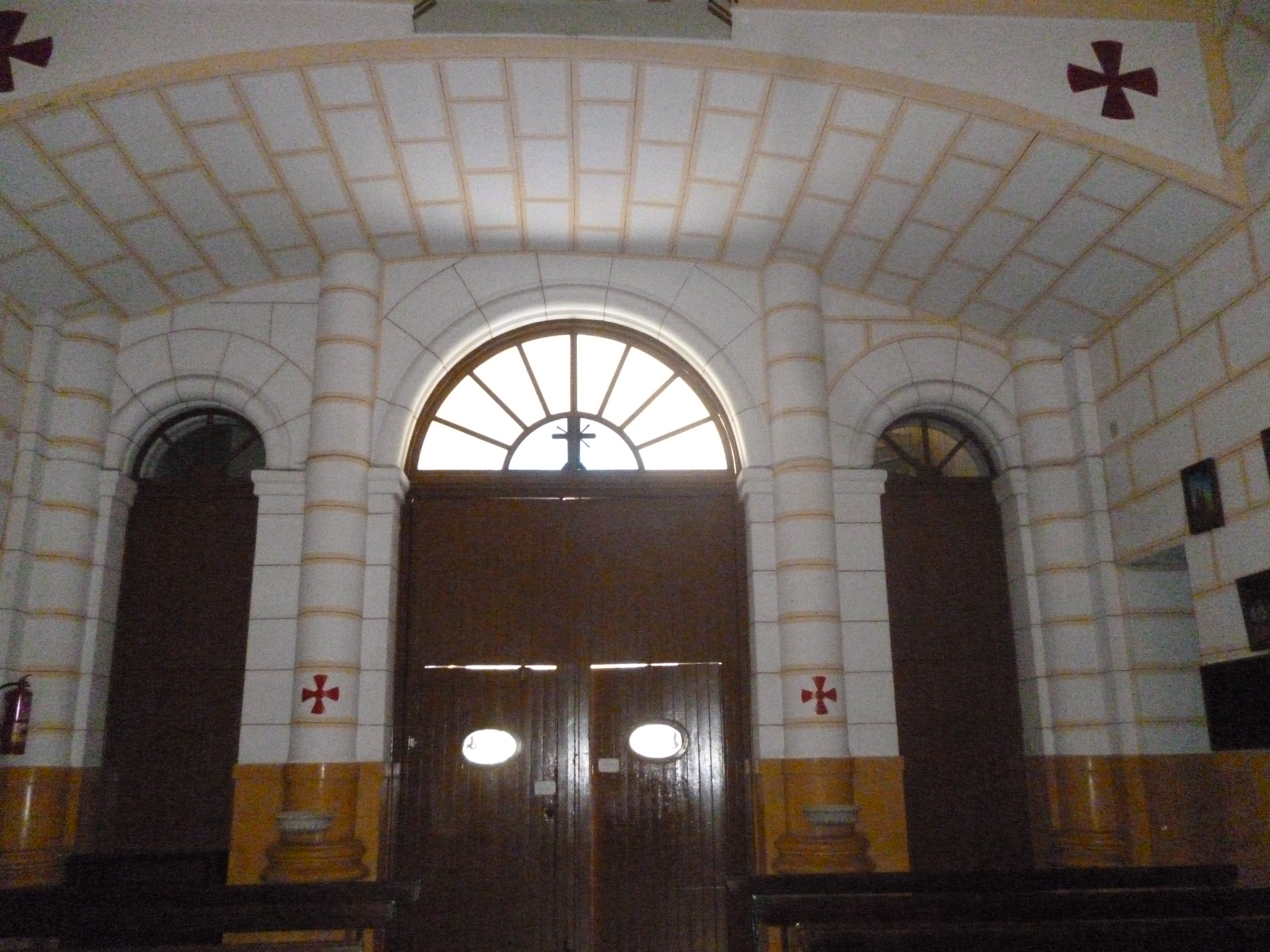
Porta
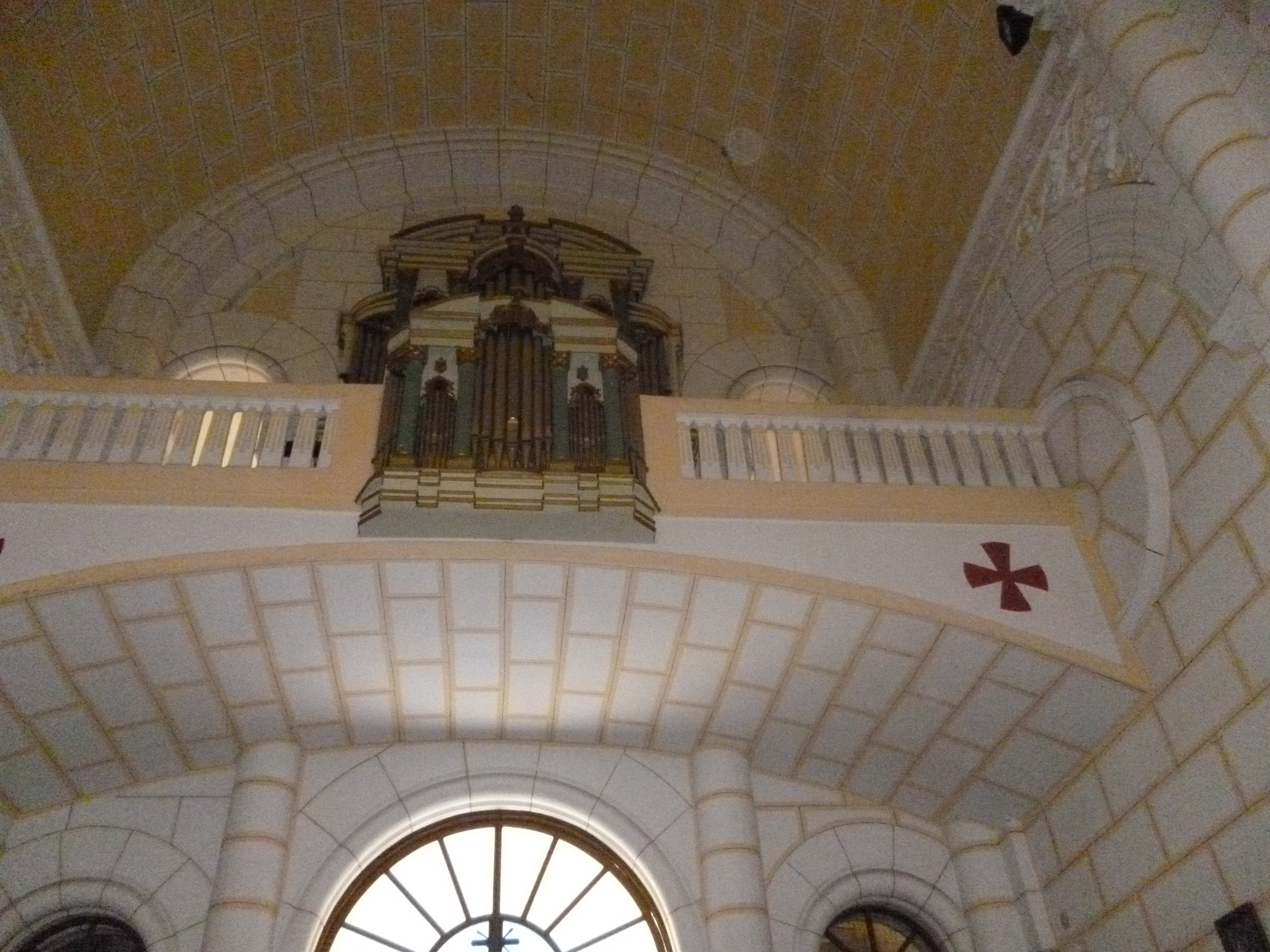
Òrgan
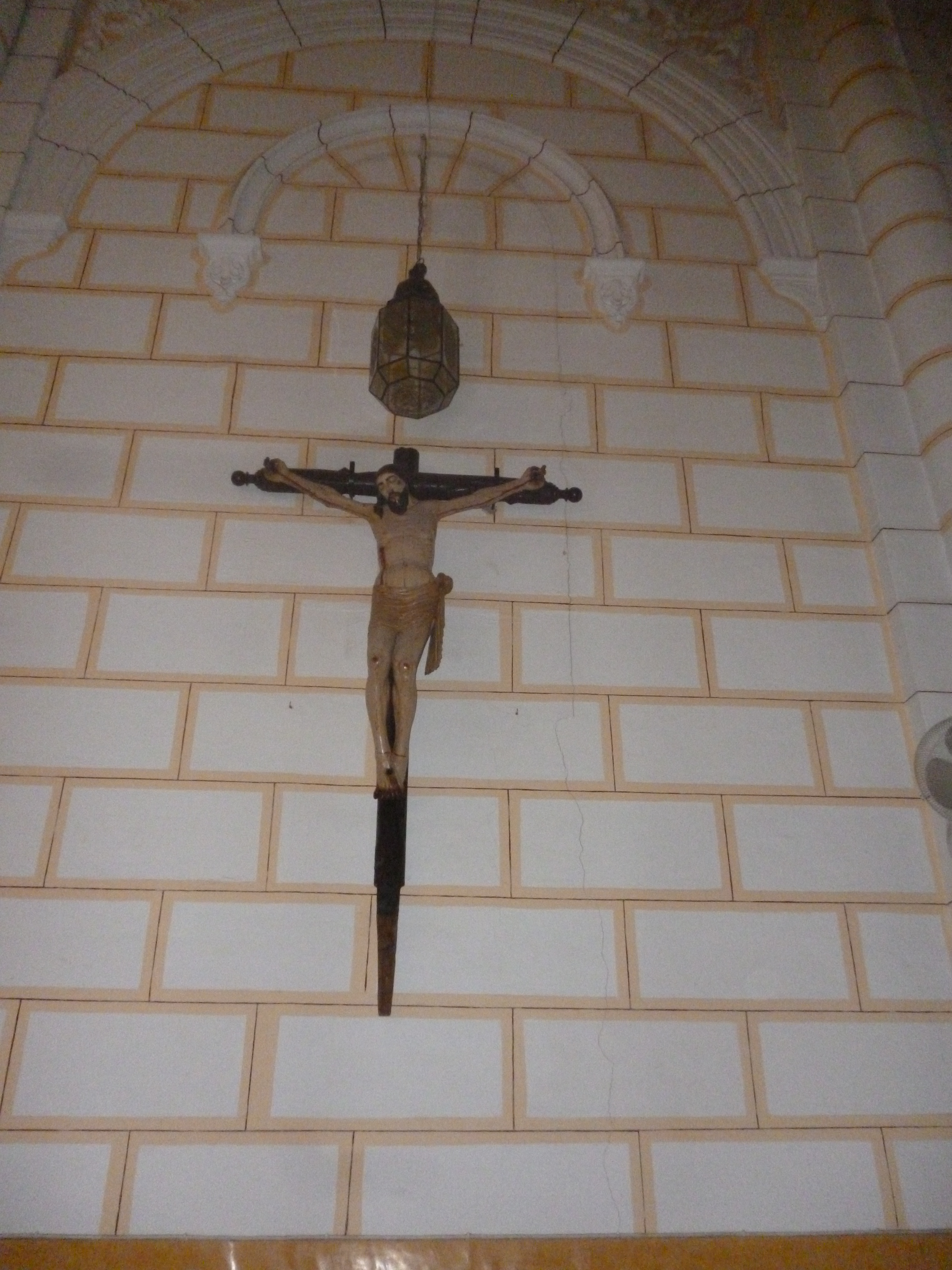
Crist de Vera Cruz Socorro
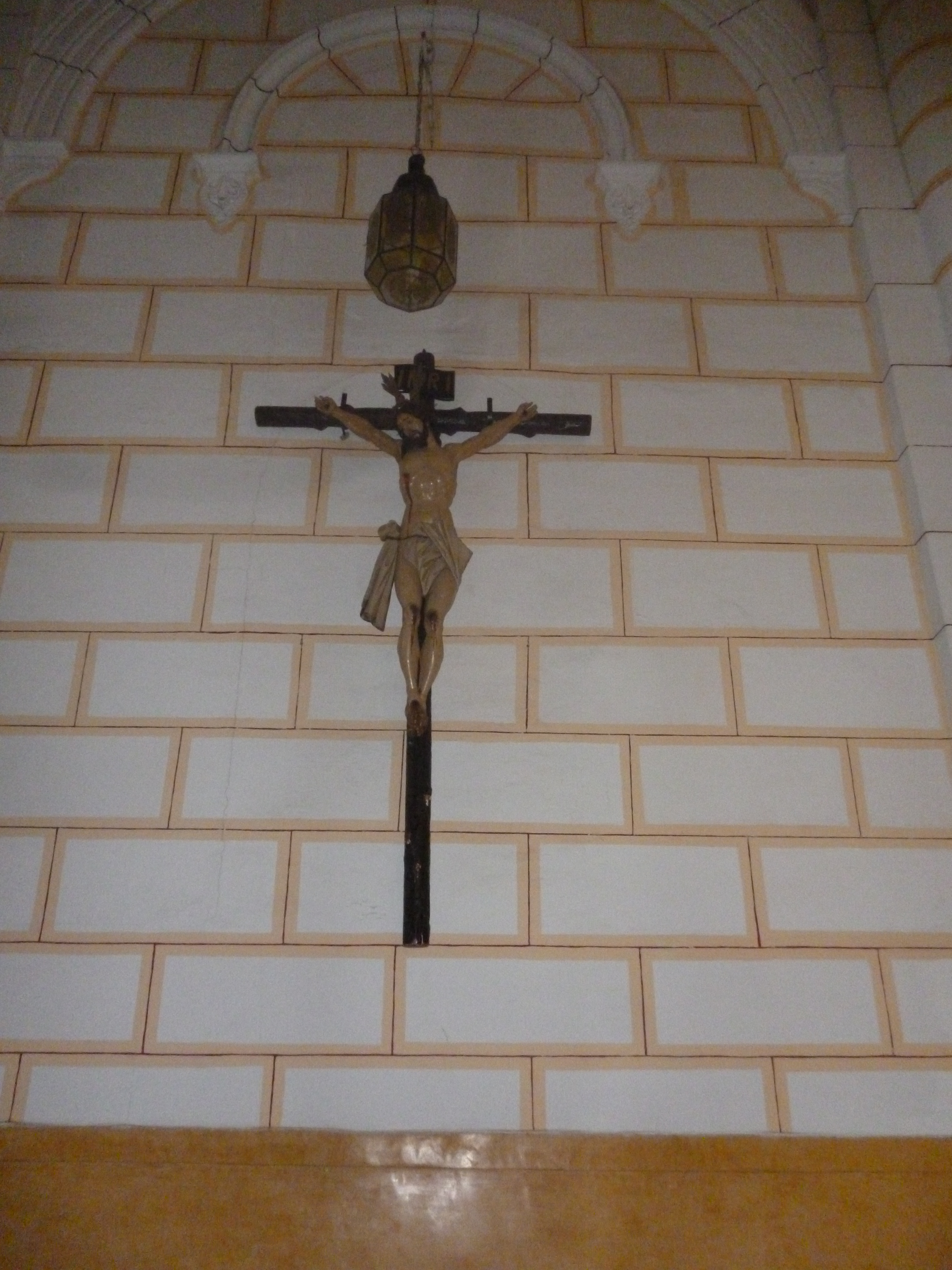
Crist del Socors
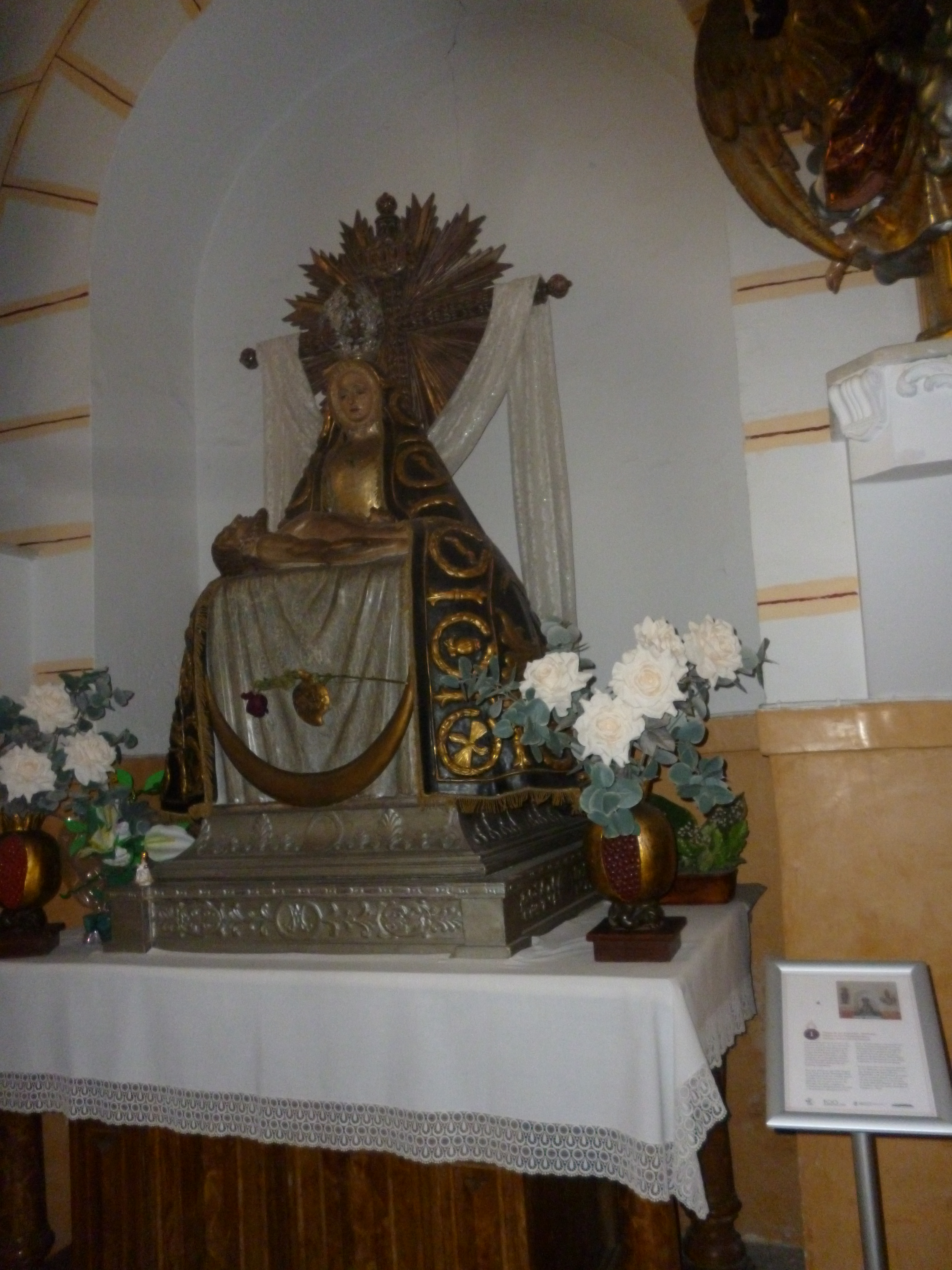
Verge de les Angoixes
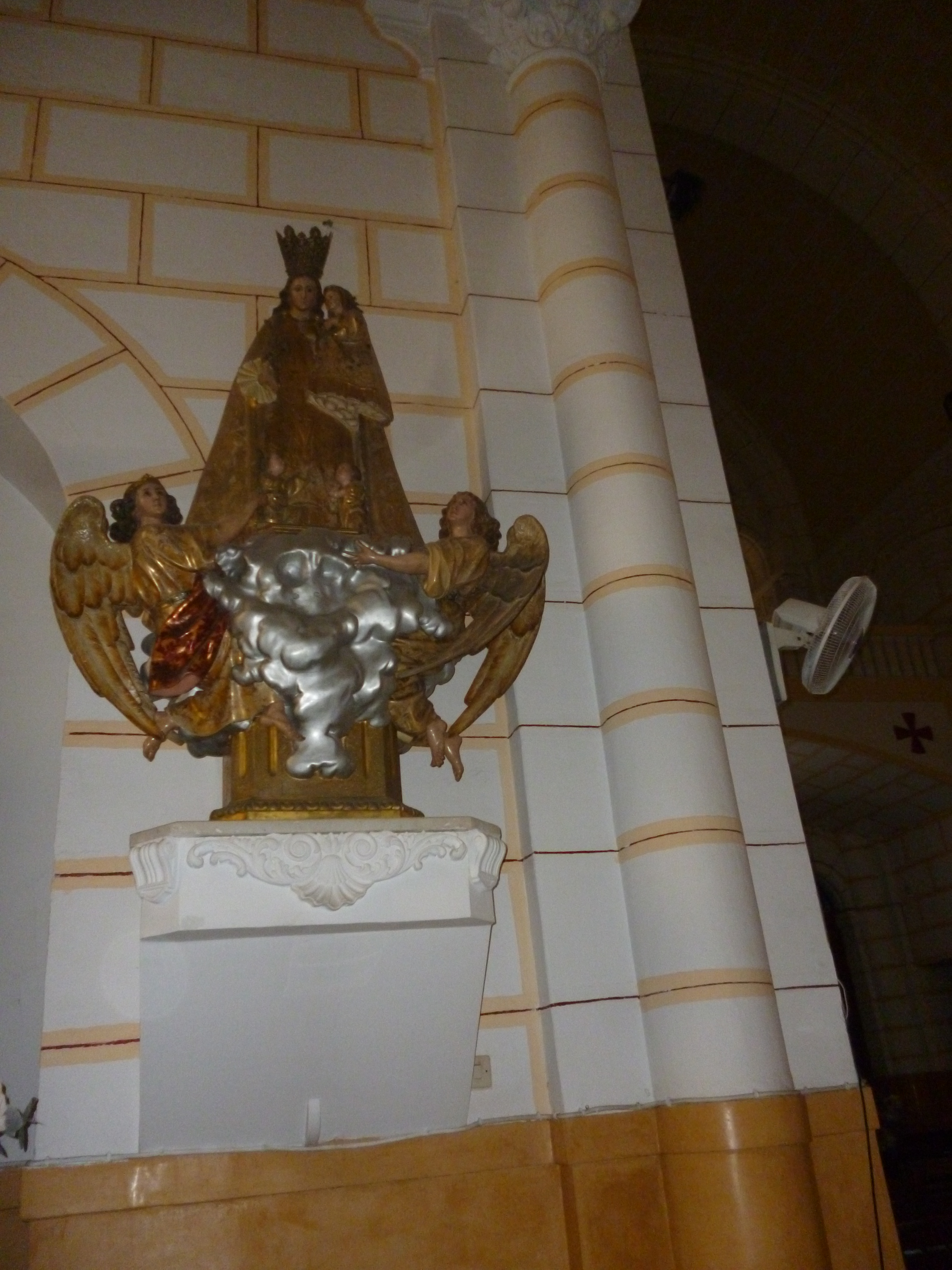
Verge dels Desemparats
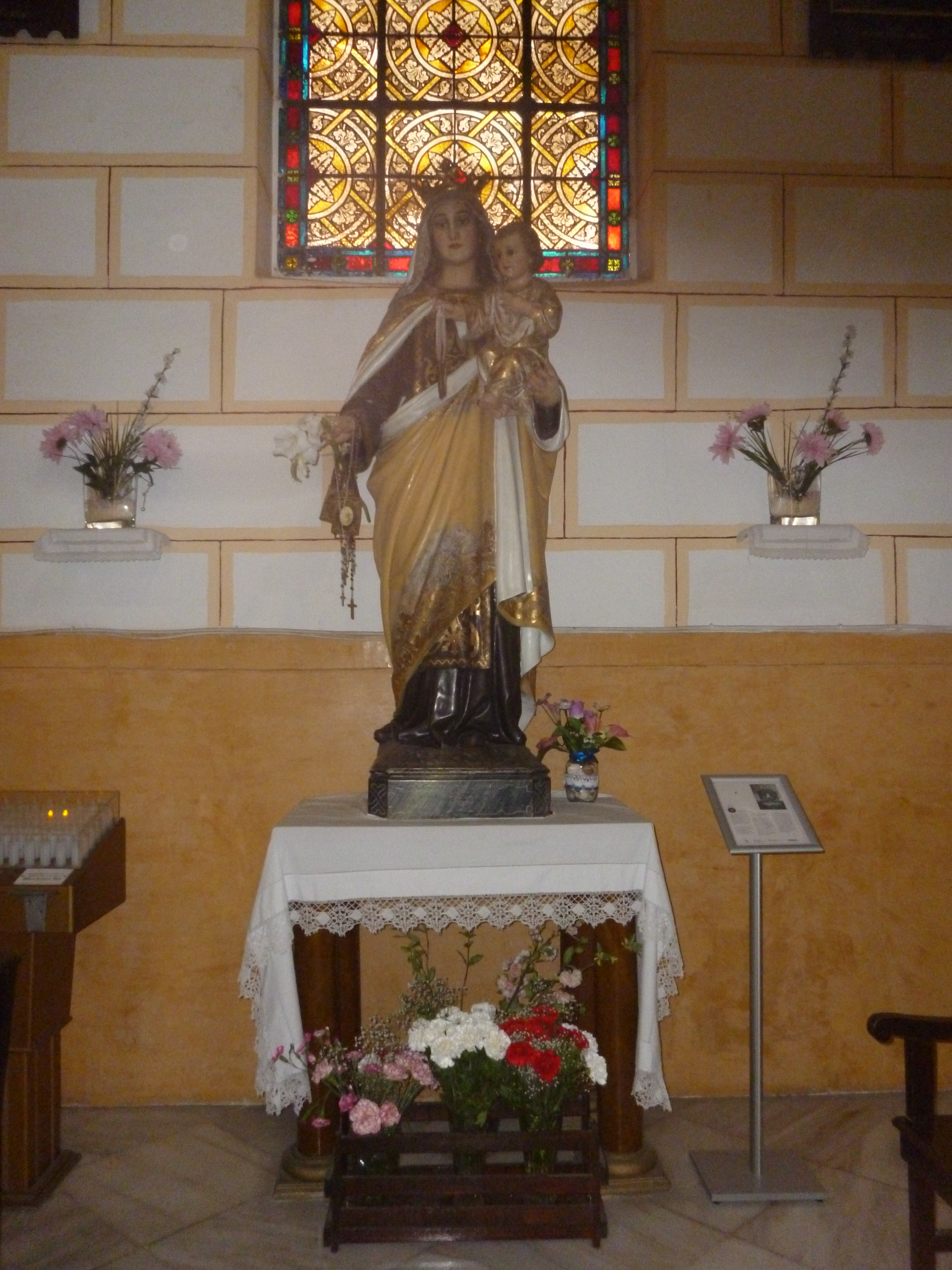
Verge del Carmen
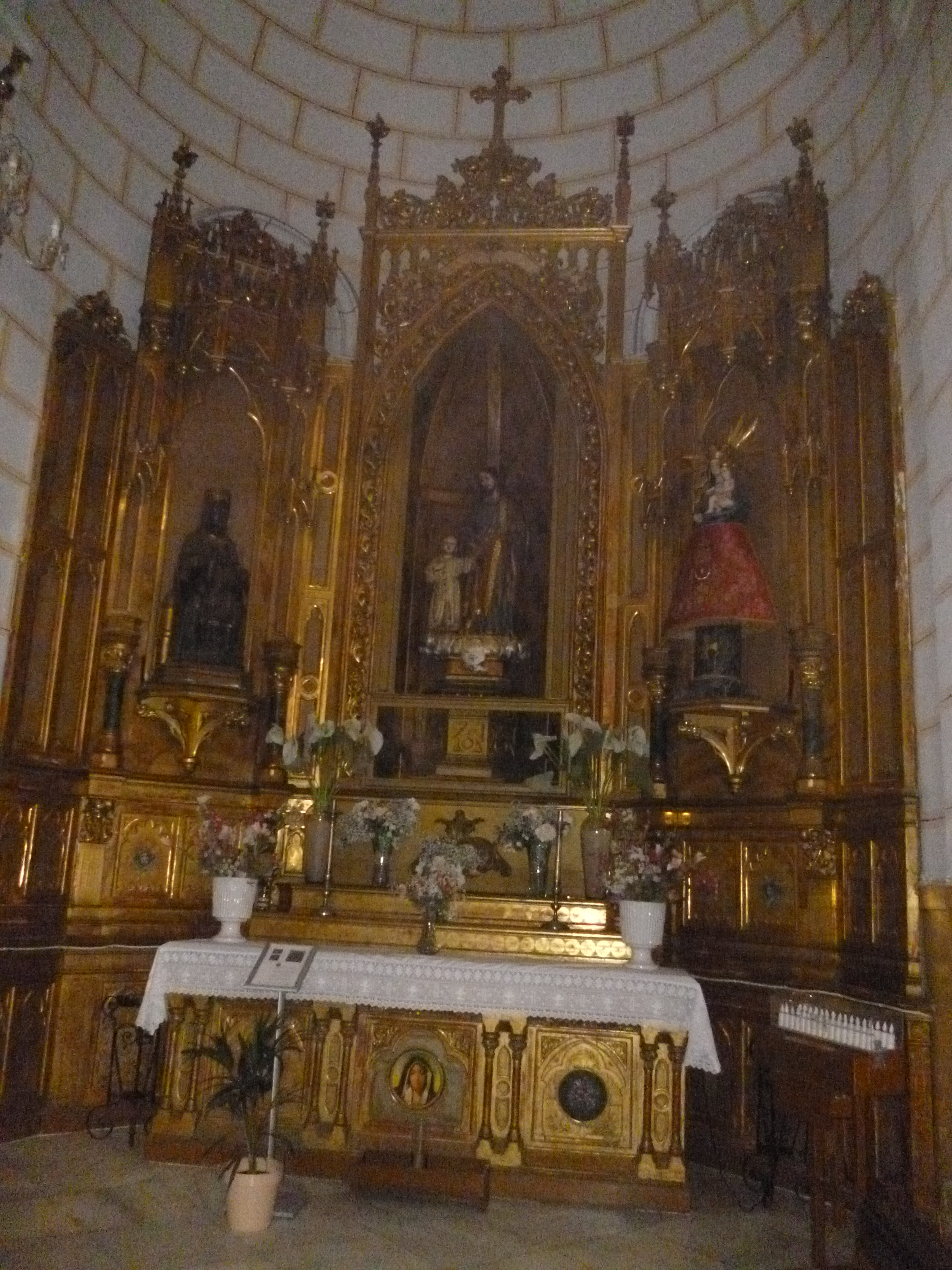
Retaule de San José
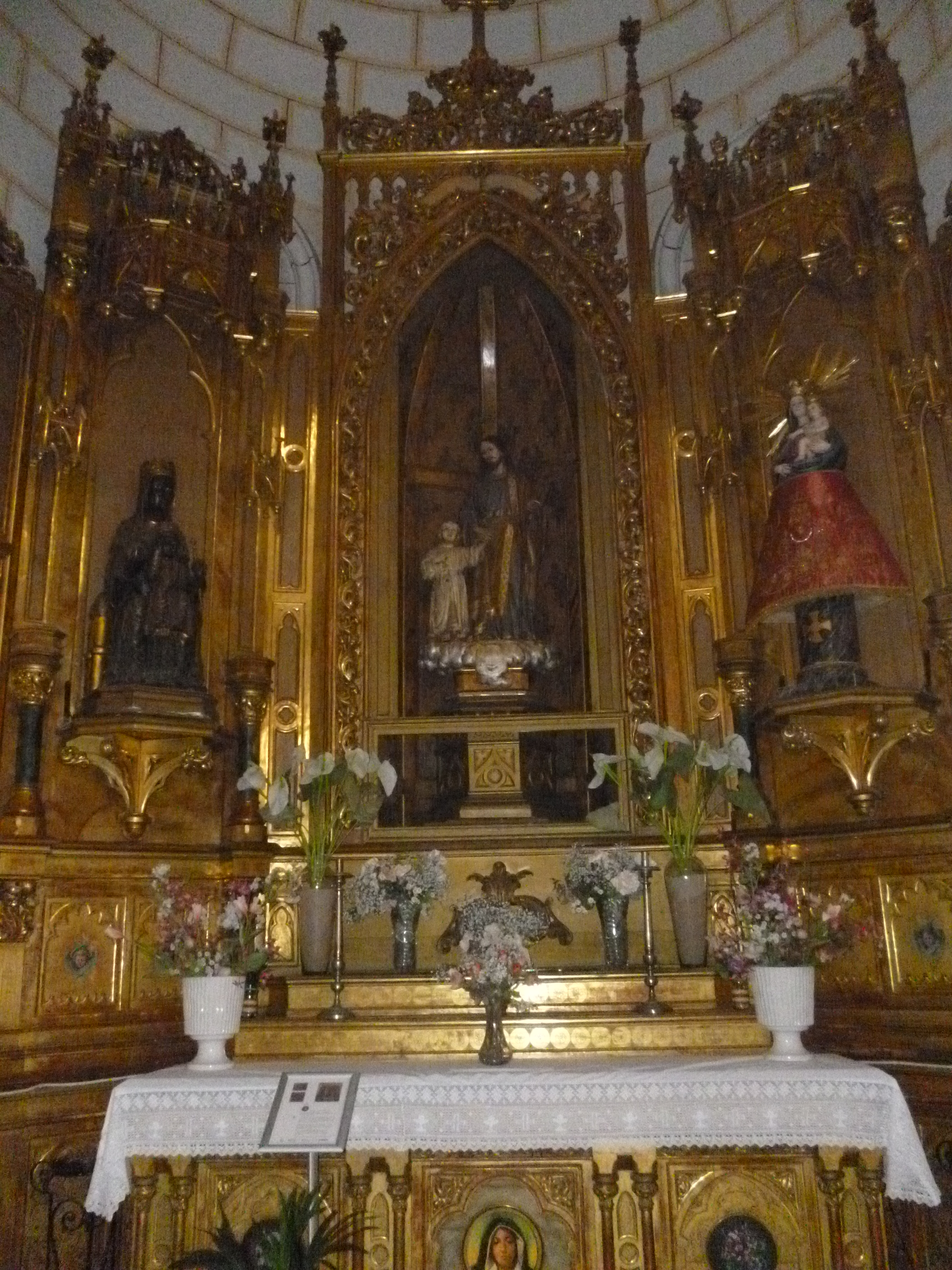
Retaule de San José
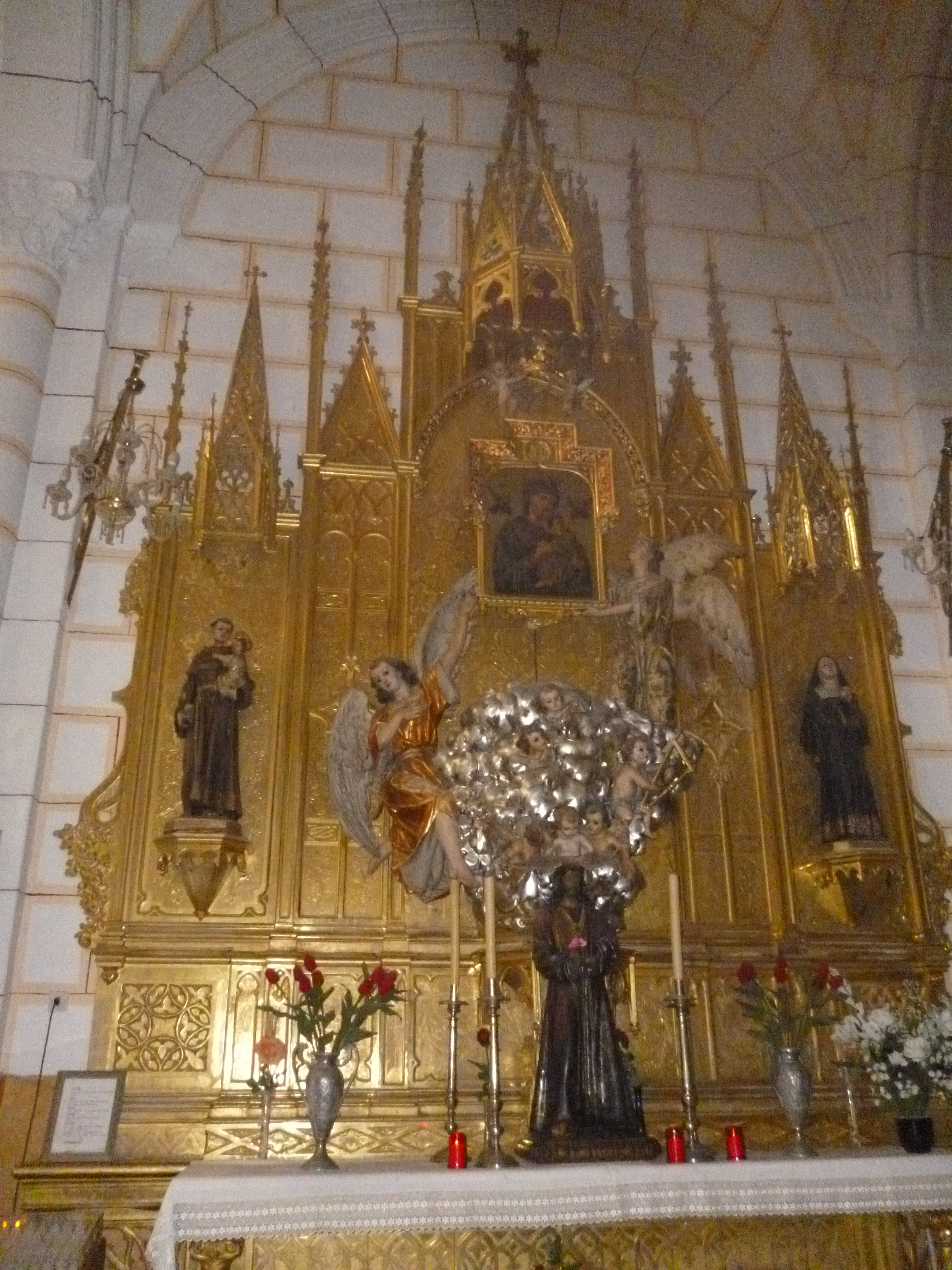
Altar de La nostra Senyora del Perpetu Socors
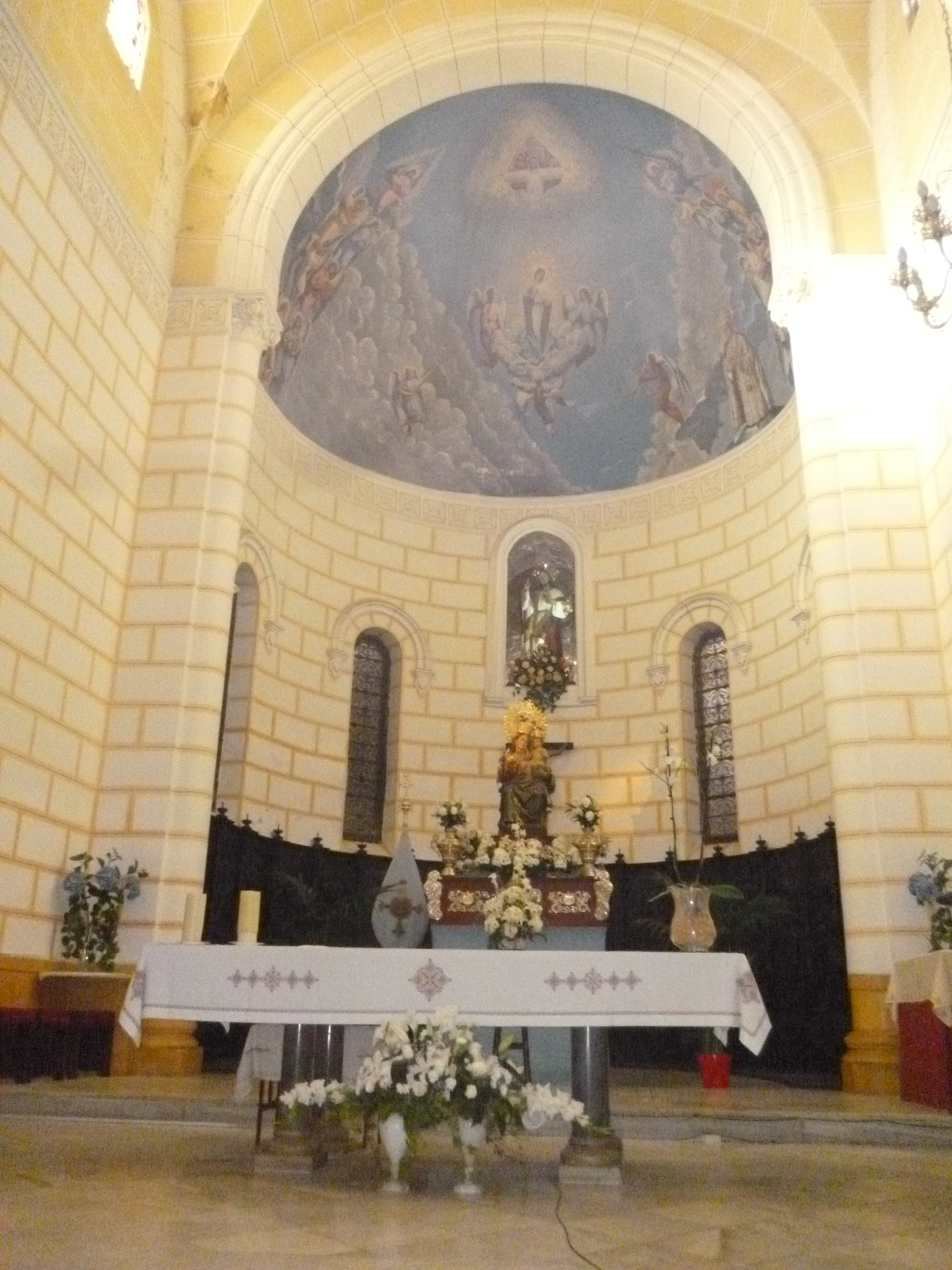
Altar Major
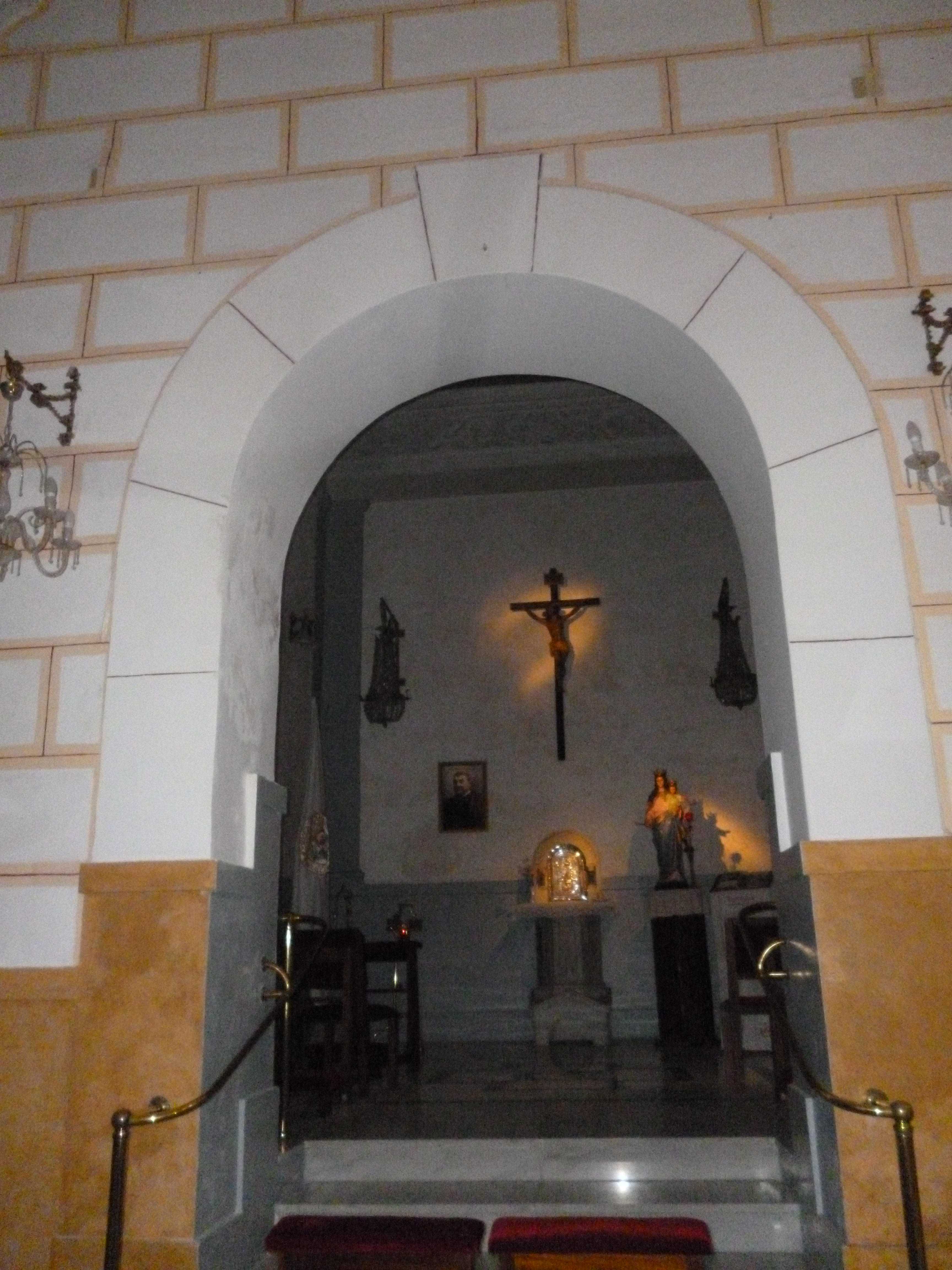
Capella del Sagrari
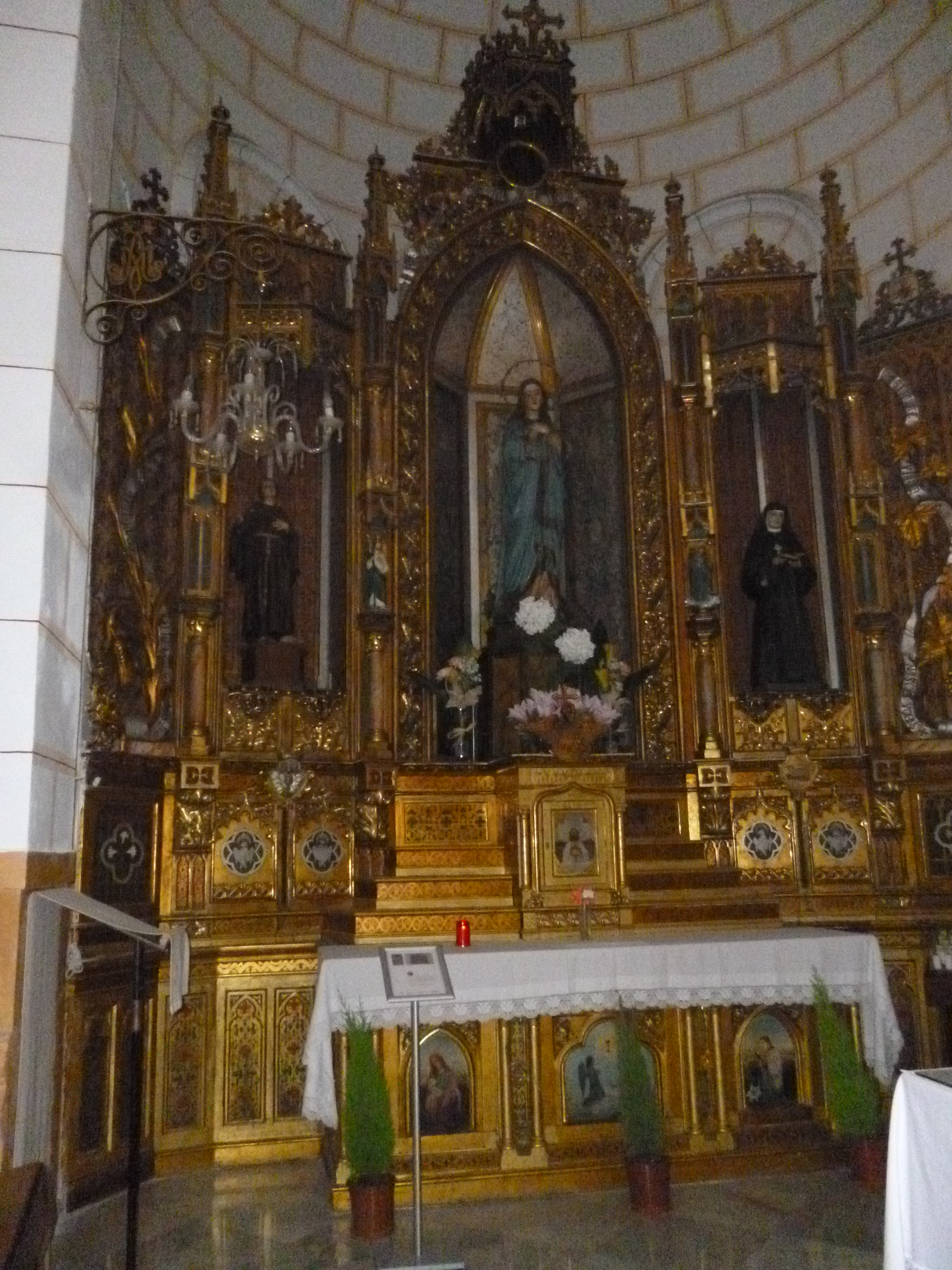
Retaule de la Immaculada

El temple és de planta basilical, amb tres naus de 500 metres quadrats yn amb capacitat de 2000 persones, la nau central més ampla i alta que les laterals, amb una volta de canó amb arcs formerers en la qual s'obren òculs. Aquesta nau que desemboca en un absis semicircular, les columnes són d'ordre corinti i els murs estan tractats de manera que imiten el cadirat.